# Hitachi Maru (Schiff, 1906)
Die Hitachi Maru war ein japanisches Fracht- und Passagierschiff bzw. ein Postdampfer, das im Ersten Weltkrieg 1917 von dem deutschen Hilfskreuzer Wolf im Indischen Ozean aufgebracht wurde.

## Geschichte
Über den Einsatz der Hitachi Maru vor dem Ersten Weltkrieg ist nichts Näheres bekannt. Am 29. August 1917 verließ der Dampfer Yokohama mit Ziel London. Nach einem Zwischenaufenthalt im britischen Colombo wurde er vier Tage später, am 28. September 1917, in der Inselgruppe der Malediven von dem Hilfskreuzer Wolf gesichtet und per Signal zum Stoppen aufgefordert: Stoppen Sie sofort, Ihr drahtloser Verkehr ist gesperrt!
Zusätzlich erfolgte ein Warnschuss vor den Bug der Hitachi Maru. Doch Kapitän Seizu Tominaga (* ?, † 1918) stoppte das Schiff nicht. Stattdessen wurde ein am Heck befindliches Geschütz besetzt. Daraufhin wurde ein zweiter Warnschuss abgegeben und, als auf diesen nicht reagiert wurde, das Heck unter Feuer genommen. Obwohl die Geschützbesatzung fiel, wurde das Geschütz sofort wieder neu besetzt. Schließlich setzte die Hitachi Maru Boote aus und stoppte, begann aber nun, um Hilfe zu funken. Zahlreiche Passagiere waren inzwischen ins Wasser gesprungen und versuchten, die Rettungsboote zu erreichen, wobei zwei indische Passagiere ertranken. Während der Funkverkehr durch die Wolf gestört wurde, wurde die Funkstation beschossen, was das Funkerpersonal zur Flucht veranlasste. Durch den Beschuss der Wolf waren 20 Personen getötet worden. Außerdem war das Flugzeug der Wolf, das Wölfchen, zum Einsatz gekommen und hatte eine Fliegerbombe vor dem Bug der Hitachi Maru abgeworfen.
Da der Kommandant der Wolf, Kapitän zur See Karl August Nerger, dringend einen passenden Transporter für die an Bord befindlichen Gefangenen bzw. Neutralen, insbesondere Frauen und Kinder, suchte, schien die Hitachi Maru aufgrund ihrer Konstruktion als Passagierschiff ideal geeignet. Kommandant der Prise wurde Karl Rose. Ein weiterer Offizier der Prisenbesatzung war Jakob Kinau, einer der beiden Brüder von Gorch Fock. Kinau veröffentlichte die Erlebnisse an Bord der Hitachi Maru 1934 in seinem „Wolfs-Tagebuch“, das er seinem 1916 gefallenen Bruder widmete.
Die Hitachi Maru lief mit der Prisenbesatzung und einem Teil der Gefangenen das zu den Malediven (seinerzeit eine britische Kolonie) gehörige Suva-Diva-Atoll an. Ein Besuch des Königs von Dewadu an Bord scheiterte aufgrund mangelnder Transportmöglichkeiten. Da die Hitachi Maru eine äußerst wertvolle Ladung besaß, unter anderem kriegswichtiges Kupfer, Zink, Gummi und Seide, war Nerger entschlossen, abgesehen von der Passagierfrage, den Dampfer unbedingt nach Deutschland durchzubringen. Die Ladung besaß angeblich einen Wert von seinerzeit einer Million Pfund Sterling.
Dazu war jedoch eine ausreichende Menge Kohle notwendig. Hinzu kam, dass die Kohlenfrage für die Wolf selbst ein ständiges Problem darstellte, da sie immer auf Kohlenvorräte von Prisen angewiesen war. Die Suche der Wolf nach entsprechenden Prisen musste am 6. Oktober 1917 ergebnislos abgebrochen werden. Durch das Flugzeug erhielt die Hitachi Maru den Befehl, die Seychellen anzulaufen. Der Dampfer wurde daher Ende Oktober/Anfang November 1917 im Cargado-Carajos-Archipel östlich von Madagaskar so weit wie möglich entladen. Nach der Übernahme sämtlicher brauchbarer Güter verließen beide Schiffe am 7. November den Archipel Richtung Madagaskar. Noch am selben Tag wurde die Hitachi Maru durch Sprengpatronen versenkt.

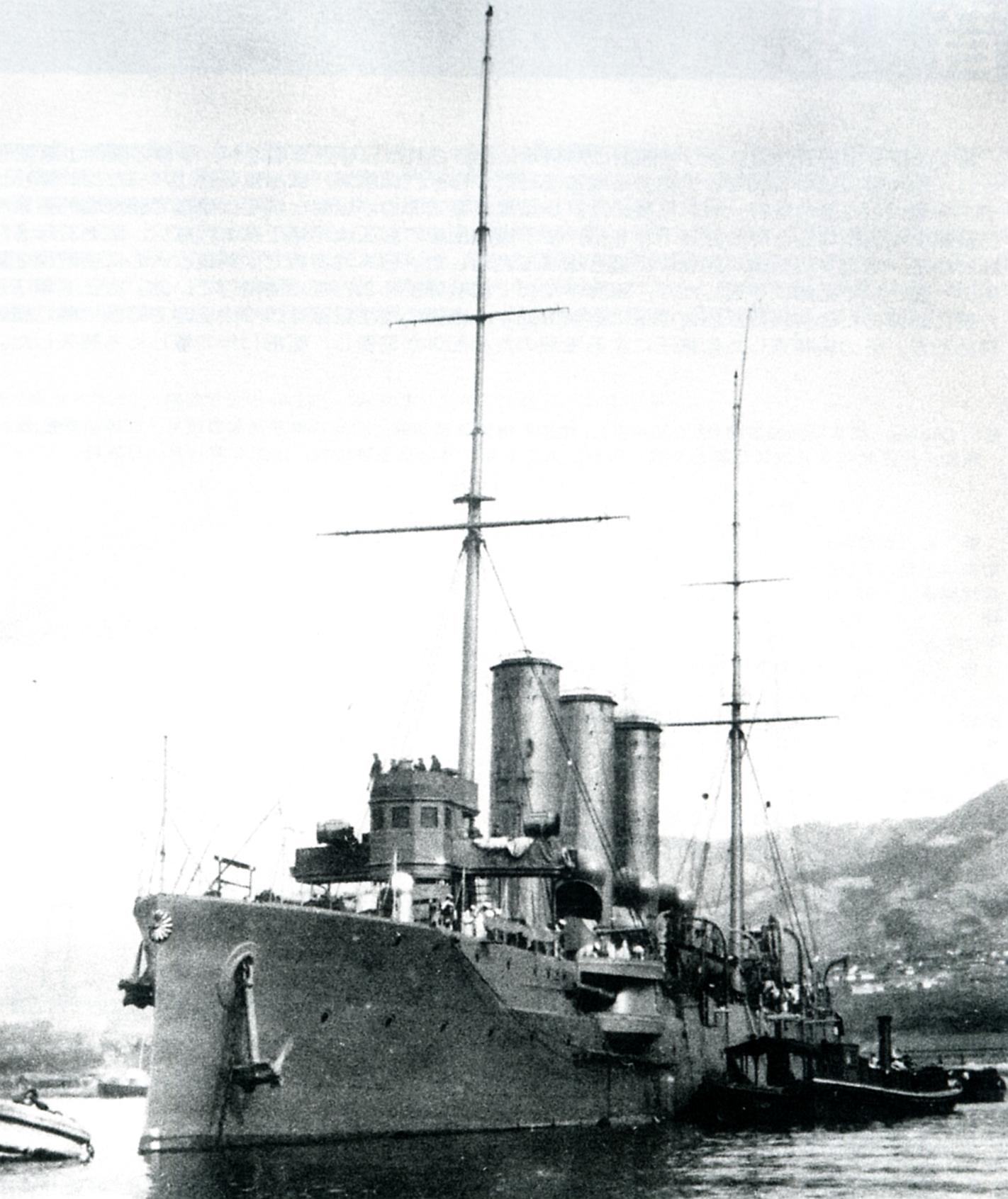
Japanischer Kreuzer Tsushima

Da die Hitachi Maru inzwischen in Kapstadt, ihrem nächsten geplanten Zwischenhalt, vermisst wurde, hatte sich der dort stationierte japanische Kreuzer Tsushima auf die Suche gemacht; seine Rufsignale konnten von der Wolf empfangen werden. Kapitän Tominaga, der den Verlust seines Schiffs nicht verwinden konnte und sich Vorwürfe wegen des geleisteten Widerstands machte, der den Tod von 20 Menschen verursacht hatte, beging vermutlich am 7. oder 8. Februar 1918 Suizid, indem er im Nordatlantik unbemerkt über Bord sprang.